# Kondopogai járás

A Kondopogai járás Karéliában

A Kondopogai járás (oroszul Кондопожский район) Oroszország egyik járása Karéliában. Székhelye Kondopoga.

## Népesség
- 2002-ben 44 582 lakosa volt, melyből 35 919 orosz (80,5%), 3 574 karjalai (8%), 1 815 fehérorosz (4,1%), 1 192 finn (2,7%), 750 ukrán (1,7%), 190 vepsze, 131 lengyel, 95 csecsen, 95 csuvas, 77 azeri, 77 litván, 67 cigány, 66 örmény, 64 tatár, 54 mordvin, 42 német, 35 moldáv, 31 mari, 30 grúz, 29 udmurt, 20 üzbég, 19 komi, 15 észt.
- 2010-ben 41 114 lakosa volt.